# SS Teutonic (1889)
SS Teutonic byl parník vybudovaný v loděnicích Harland & Wolff v Belfastu pro společnost White Star Line.

## Historie
Na konci 80. let 19. století největší parníky divoce soupeřily o Modrou stuhu za nejrychlejší přeplutí Atlantiku. White Star Line se proto rozhodla, že nechá postavit dva parníky schopné plout rychlostí 20 uzlů. Stavba Teutoniku a Majestiku začala v roce 1887. Když byl Teutonic 19. ledna 1899 spuštěn na vodu, byl první lodí White Star Line, která neměla čtveraté stožáry. Loď byla dokončena 25. července 1889 a účastnila se Spithead Naval Review 1. srpna.
Teutonic byl vybudován pod dohledem British Auxiliary Armed Cruiser Agreement a byl první britský pomocný křižník s osmi 4,7″ zbraněmi. Tyto zbraně byly po vojenských kontrolách odstraněny, a tak mohl 7. srpna vyplout na svou první plavbu z Liverpoolu do New Yorku. V roce 1891 získal Majestic Modrou stuhu, od nějž ji převzal Teutonic s průměrnou rychlostí 20,25 uzlů. Později překonal vlastní rekord s rychlostí 20,5 uzlu. Poté ho překonal City of Paris. Od té doby už se ji žádné jiné lodi White Star Line nepodařilo získat zpět. I přesto Teutonic s Majestikem vydělávali a několikrát pluli s plnou kapacitou.
Teutonic a Majestic byli známí jako první moderní parníky díky úpravám kajut pro cestující. Všechny lodě White Star Line měly jen 1. a 3. třídu. Teutonic a Majestic ale nepokračovali v tomto systému. Oba měli tři třídy: první, druhou a třetí. První třída byla pro ty nejbohatší s kajutami na vrchu lodi, druhá třída byla pod ní a třetí třída, která byla pro méně majetné cestující a imigranty, měla své kajuty v trupu. Kapacity jednotlivých tříd byly 190, 300, 1 000.
Během 18leté služby se Teutonic a Majestic společně se starším Britannikem a Germanikem plavili na trase Liverpool – New York. Každá loď měla průměrně jednu plavbu za měsíc a plavila se 11–14krát za sezónu. White Star Line plánovala, že by lodě zajišťovaly týdenní spojení přes Atlantik, obvykle ve středu a ve čtvrtek. Každý týden vyplula nějaká loď z Liverpoolu se zastávkou v irském Queenstownu (dnes Cobh), kvůli více pasažérům. Záznamy ukazují, že Teutonic a Majestic byli schopni pobrat na jednu zastávku až 800 irských imigrantů. Lodě White Star Line tam byly velmi oblíbené, protože většina z nich včetně Teutoniku byla vybudována v Irsku.
Po zastávce v Queenstownu pokračovaly lodě přímo do New Yorku, což dělalo asi 4 000 km po otevřeném moři. Poté, co všichni pasažéři zaplatili v newyorském přístavu White Star Line nebo v případě imigrantů v imigrantském centru v Castle Garden a později na Ellis Island, byla loď připravována na zpáteční plavbu.
V roce 1897 Teutonic pokračoval ve vojenské roli na přehlídce k 60. výročí královny Viktorie. V roce 1898 měl malou kolizi s lodí United States Lines Berlin, ale žádná loď nebyla vážně poškozena.
Během Búrských válek roku 1900 převážel vojáky. V roce 1901 narazil na tsunami, které smočilo hlídku ve vraním hnízdě. Ale bylo to v noci a na venku nikdo nebyl.
V roce 1911 byl předán sesterské společnosti Dominion Line na kanadské linky. Od roku 1913 kvůli svému stáří už Teutonic nepřitahoval bohaté cestující, proto byl upraven pouze na druhou a třetí třídu. V roce 1914, když začala 1. světová válka, se Teutonic znovu stal pomocným křižníkem a sloužil v 10. eskadře. V roce 1916 dostal 6″ zbraně a přepravoval konvoje.
V říjnu 1918 se loď vyhnula stejnému osudu, jako měl Titanic, když se jen těsně vyhnula ledovci 275 km východně od Belle Isle u Newfoundlandu. Vyhnul se mu jen díky zpětnému chodu motorů a kormidlu docela na stranu. Podle vydání deníku Chicago Tribune z 29. října 1918 se loď vyhnula ledovci o dvacet stop (6 m). Mlha byla tak silná, že i z malé vzdálenosti šlo ledovec stěží rozpoznat. Bylo to tak těsně, že do něj mohl zasáhnout šroub, když se loď otáčela. Cestující nemohli být informováni o nebezpečí, dokud nebylo odvráceno. Byli vděční kapitánovi a jeho důstojníkům za záchranu.
Teutonic měl na zkoušku instalováno pátrací světlo. Nespokojenost s jeho použitím byl údajně jedním z důvodů, proč Britská admiralita zakázala civilním lodím instalaci pátracích světel (naopak vojenské lodi jej povinně nesly). Toto z velké části nesmyslné, často kritizované a zrůdné rozhodnutí bylo po katastrofě Titaniku z roku 1912 opět kritizováno. Především americká strana a veřejnost nemohla uvěřit chabosti argumentů Britské admirality (zákaz se týkal i amerických lodí na trase USA - UK). Naopak hned po katastrofě Titaniku bylo přikázáno velikým lodím nést dokonce dvě světla, tento příkaz byl následně zmírněn na doporučení a následně opět zpřísněn na příkaz, který platí dodnes.
V roce 1921 byl v Emdenu sešrotován.